# Saint-Contest
Saint-Contest è un comune francese di 2 479 abitanti situato nel dipartimento del Calvados nella regione della Normandia.

## Società

### Evoluzione demografica
Abitanti censiti